# Heinrich von Geismar
Heinrich von Geismar († 3. Oktober 1431 in Hamburg) war ein deutscher Theologe und Hochschullehrer.

## Leben
Heinrich von Geismar stammte aus Lübeck oder Göttingen (Geismar ist heute ein Stadtteil von Göttingen.) Er war jedenfalls mit Göttinger, Hamburger und Lübecker Familien verwandt. 1388 wurde er an der Universität Prag Bakkalar, 1390 dort zum Magister artium promoviert. 1408 war er Gesandter des aus der Stadt vertriebenen Alten Lübecker Rates in Göttingen. Er wurde an der Universität Erfurt zum Doktor promoviert und war dort als Professor der Theologie tätig. Am 12. November 1419 wird er als Kanonikus und Lector primarius am Hamburger Mariendom erwähnt und predigte dort auch in mittelniederdeutscher Sprache. 1419 wirkte er auch kurzzeitig als Hochschullehrer an der Gründung der Universität Rostock mit, obwohl er ob seiner Domherrenstelle eigentlich an Hamburg gebunden war. Er war befreundet mit den Gelehrten Heinrich Toke, Borchard Plotze und Bernhard Bodeker; letzterer machte noch 1431 von der hinterlassenen Bibliothek des Bücherfreundes von Geismar in Rostock Gebrauch. Heinrich von Geismars Nachfolger als Lektor am Hamburger Dom wurde der Rostocker Theologe Johannes Holt.